# 建設站 (平壤市)
建设站（朝鲜语：／ Kŏnsŏl yŏk */?），是平壤地铁革新线的一个车站，于1978年9月6日启用。

## 车站结构

### 月台
为两个相对式月台。

## 车站周边
- 柳京饭店